# Aïdamir Mougou
Aïdamir Mougou (de son nom complet Aïdamir Khizirovitch Mougouev, rus. Айдамир Хизирович Мугуев), né le 16 avril 1990 à Maïkop, Oblast autonome adyguéen, République socialiste fédérative soviétique de Russie, URSS, (aujourd'hui République d'Adyguée, Russie) est un chanteur russo-adyguéen.

## Biographie
Aïdamir Mougou atteint la célébrité en 2004, à l'âge de 14 ans), dans toute la Russie avec sa chanson « Les yeux noirs » (« Чёрные глаза ») qui devint rapidement un hit dans toute la fédération. L'année suivante il enregistra son premier album, portant le nom de cette chanson, et parti en tournée à travers le Caucase et la Russie.
Aïdamir Mougou étudia à la faculté d'art dramatique de l'Académie russe des arts du théâtre. Durant ses études il participa à plusieurs émissions télévisées humoristiques.
Après avoir fini ses études, il continua sa carrière de chanteur et publia un album en 2011 et un album en 2012.

## Discographie
- Чёрные глаза (2005) ("Les yeux noirs")
- Чёрные глаза-2 (2011) (Les yeux noirs-2")
- Любимая моя (2012) ("Ma bien-aimée")